# 湯けむりバスツアー 桜庭さやかの事件簿
『湯けむりバスツアー 桜庭さやかの事件簿』（ゆけむりバスツアー さくらばさやかのじけんぼ）は、2009年から2016年までTBS系で放送されたテレビドラマシリーズ。全7回。主演は萬田久子。
放送枠は「月曜ゴールデン」（第1作 - 第6作）、「月曜名作劇場」（第7作）
ベテラン女性バスガイドがバスツアー客らとともにツアー先で事件に巻き込まれ、解決していく。作中ではいくつか著名な洋楽が使用される。

## 登場人物

### 主人公とバスツアー関係者
桜庭さやか
演 - 萬田久子
日本中央観光のベテランバスガイド。気は強いが人情に厚い。歌は下手であり、かつてバス移動中にツアー客の前で歌った際は客がエチケット袋を取りだしていた。
富田林太郎（とんだばやし たろう）
演 - 葛山信吾
日本中央観光のバス運転手。通称「トンちゃん」。イケメンだがへタレ。第2作以降は旅先で女性といい関係になるが、結局振られてしまうのがお約束（第6作はゲイの男性に好意を持たれる）。
牧野安男
演 - 渡辺いっけい（第2作 - 第6作）
クラウントラベルの添乗員。さやかが苦手としている。さやかが事件に首を突っ込むことは好んでいない。
葉山泰平
演 - 六角精児（第7作）
「帝東観光」総務部社員。専務からクラウントラベルへの期限付きの出向を命じられる（専務が社長に昇格した際には本社に戻すという条件付き）。コンプライアンスが口癖。

### 桜庭家
桜庭瞳
演 - 池田光咲（第2作 - ）
さやかの娘。
桜庭純平
演 - 永嶋柊吾（第2作 - ）
さやかの息子。瞳の弟。高校生（第2作）。

### その他
田之倉周吉
演 - 逢坂じゅん（第2作・第3作）
警視庁捜査一課の刑事。第2作では指名手配中の柿沢を逮捕するため、妻の咲江が参加しているバスツアーにツアー客として乗り込む。

### ゲスト
第1作「〜露天風呂に浮かぶ遺体の謎…22年ぶりの兄妹対面で起こった兄殺し 欲望渦巻く故郷で迎えた驚愕の結末とは!!」（2009年）
- 「猪苗代湖〜安達太良山〜会津若松〜山形 サンライズ商店街御一行」のツアー客

- 佐野香織（「フラワーショップ佐野」経営者） - 酒井美紀（幼少期：大和田萌）
- 佐野雄二（「フラワーショップ佐野」経営者・香織の兄） - 大浦龍宇一
- 尾畑勇作（酒屋） - 斉藤暁
- 留子 - 重田千穂子
- 照恵（団子屋） - 青木和代
- 尾畑康介（尾畑の息子） - 高濱正朋

- その他

- 佐野修一（香織と雄二の兄） - 石橋保
- 立花佳代（金蘭荘花山の女将・修一の同級生） - 未來貴子
- 室園直哉（アミューズメントパーク「スターワールド」責任者） - 伊藤洋三郎
- 香田（福島県警郡山中央警察署 刑事） - 斉藤陽一郎
- 柏木敏（柏木コーポレーション 社長） - 久保晶
- 山西（福島県警察 刑事） - 鈴木一功
- 広田友隆（帝和銀行新日之出支店長） - 佐々木誠人
- 仲居頭 - かとうあつき
- 温泉客 - 星野あかり、一色あかね
- 佐野（香織と雄二と修一の父・22年前自殺） - 菅野達也
- ボディーガード - 高木英一
- 深沢武史（福島県警郡山中央警察署 巡査部長） - 徳井優
- 瀬沼耕造（田楽経営） - 竜雷太

第2作「連続女子高生殺人〜復讐の鬼と化した父VS追う刑事！金沢・能登緊迫のバスツアーが哀しき家族の絆を救う」（2010年）
- 「金沢・能登・山代温泉3泊4日」のツアー客

- 本多稔（レストランチェーン経営者） - 潮哲也
- 江坂（目黒西警察署 刑事・犯人逮捕のためツアー客として参加） - 中林大樹
- 本多静代（本多の妻） - 服部妙子
- 山尾恭子（富田林に好意を持たれる女性） - 梅宮万紗子
- 戸田香織（恭子の友人） - 西丸優子
- 及川早苗（恭子の友人） - 藤本静
- 北村加代（引きこもり少女） - 三浦透子
- 北村房子（加代の母） - 遠山美枝
- ツアー客 - 若林幸樹
- 柿沢咲江（柿沢の妻・麻美の母） - 坂口良子

- その他

- 柿沢幸一（指名手配犯・麻美の父） - 五代高之
- 柿沢とよ（柿沢の母） - 草村礼子
- 中原（塾講師・私立目黒台学院高校 元教師） - 宮本大誠
- 中原満寿美（中原の妻） - 舟木幸
- 八木（石川県警察 刑事） - 岸博之
- 柿沢麻美（私立目黒台学院高校 2年生・2か月前転落死） - 和川未優（幼少期：大和田萌）
- 高宮志穂（私立目黒台学院高校 2年生・麻美を虐めていた同級生） - 若森安菜
- 加納有希（私立目黒台学院高校 2年生・麻美を虐めていた同級生） - 仲原舞
- 私立目黒台学院高校 校長 - 加世幸市

第3作「別所・白骨信州秘湯を巡る旅で連続殺人が！ツアー客の中に犯人？狙われた娘の命…秘湯に響く母の叫び！」（2011年）
- 「信州の名湯を巡る3泊4日」のツアー客

- 望月美和子（栄一の前妻・クラブ「MIWAKO」ママ） - 芳本美代子
- 望月茜（栄一と美和子の娘） - 川島鈴遥
- 北川 - 成瀬正
- 北川和枝（北川の妻） - 東山明美
- 茅野昌代 - 五月晴子
- 茅野（昌代の息子） - 北山雅康

- その他

- 大西誠次（栄一の弟・大西醸造 副社長） - 田中実
- 大西律子（栄一の後妻・牧野の初恋相手） - 北原佐和子
- 竹園香織（練馬南警察署 刑事・富田林に好意を持たれる女性） - 宝積有香
- 森山（長野県警察 刑事） - 重松収
- 藤木三郎（美和子のアパートの隣人） - 加治木均
- 知美（律子の友人） - なかじままり
- 純平の担任 - 川渕良和
- 平岡（生活安全課警察官） - 中野英樹
- 八木（純平の友達） - 光平崇弘
- 斉藤（美和子のアパート大家） - 小杉幸彦
- 警視庁捜査一課 刑事 - 崎山凛
- 大西醸造 社員 - 由利尚子
- 戸塚邦彦（大西醸造 社員） - 新井康弘
- 大西栄一（長野県議会議員・大西醸造 社長） - 三浦浩一

第4作「〜佐渡島婚活ツアー〜ウェディングドレスが連続殺人をよぶ！打算復讐－愛を求めたはずの男女を襲った悲劇の結末は…!?」（2012年）
- 「結婚情報サービスの会社が主催した婚活ツアー」のツアー客と主催者

- 篠崎圭子（ホームセンター従業員・須貝の元妻） - 田中美里
- 水嶋慎一（東都病院 医師） - 合田雅吏
- 川口幸三郎（川口綜合法律事務所 弁護士） - 大河内浩
- 津久井玲子（OL） - 三津谷葉子
- 杉山進（IT企業社員・さやかに好意を持つ） - 永山たかし
- 和田尚美（無職・富田林に好意を持たれる女性） - 立花彩野
- 浦松信江（小学校教師） - 西慶子
- 谷口 - 川原田樹
- 安藤 - 中台あきお
- ツアー客 - 鈴木ちえ、加藤純奈、西脇裕美
- 丸山則夫（結婚相談情報サービス「アンジェル」企画部 婚活コーディネーター・ツアーに同行） - 小宮孝泰

- その他

- 須貝和弘（墨田西警察署 刑事） - 高杉亘
- 岸野絵里（介護師・東都病院 元看護師） - 松下恵
- 大石正樹（警視庁捜査一課 刑事） - 小林高鹿
- 福本直也（瞳の恋人） - 高木心平
- 今治平介（佐渡東警察署 警部補） - 赤塚真人
- 成田（墨田西警察署・須貝の上司） - 鶴岡修
- 本間弘樹（佐渡東警察署 刑事・今治の部下） - 西興一朗
- 墨田西警察署 刑事 - 西條義将
- 土屋（土屋不動産 社長） - 江良潤
- 田島峰子（ファッションデザイナー・絵里の高校時代の親友） - 櫂作真帆
- 須貝健太（須貝と圭子の息子・3年前死亡） - 小野伶広
- 東都病院 医師 - 川島雄作
- 刑事 - 二階堂修
- ウェイトレス - 山崎智恵

第5作「〜飛騨高山同窓会ツアー〜30年前の白骨遺体がよぶ死の連鎖…恋と友情の果てに憎悪の炎が燃え上がる！」（2014年）
- 「東都高等学校3年1組同窓会ツアー」のツアー客

- 貝原響子（貝原の妻・スーパーのレジ） - 床嶋佳子（高校生：中島愛蘭）
- 大月光彦（インテリア会社「MoonBig」社長） - 風間トオル（高校生：倉本発）
- 内田学（江戸切子「明亜硝子」社長） - 小木茂光（高校生：川村亮介）
- 川島（失業者） - おかやまはじめ
- 村井幸恵 - 歌川椎子
- 岸弘樹 - 水野智則
- 安部 - 池浪玄八
- 淳子 - 森澤早苗
- 馬場 - 熊谷百世

- その他

- 大月純代（大月の妻） - 宮本裕子
- 貝原修一（タクシードライバー） - 天宮良（高校生：杉本泰郷）
- 古屋里美（ホテル「宝生閣」雇われ女将・富田林の高校のクラスメイトで今回好意を持たれる女性） - 田中広子
- 緒方武則（警視庁品川西警察署 刑事） - 梅垣義明
- 宮川庄三（岐阜県警察 刑事） - 中村有志
- 湯浅登（大月の母の愛人・30年前行方不明） - 大村波彦
- 安藤（岐阜県警察 刑事・宮川の部下） - 坂田聡
- 沢井（警視庁品川西警察署 刑事） - 青木崚
- 明石英雄（警視庁品川西警察署 刑事・緒方の上司） - 五宝孝一
- 内田貴子（内田の妻・先代の娘） - 奥田由美
- フミ（ホテル「宝生閣」仲居） - にしだまちこ
- ホテル「宝生閣」フロントマン - 尾関伸嗣
- キャスター - 里見まや
- 釣り人 - 原田17才
- 貝原瑞希（貝原と響子の娘） - 藤井武美
- 警視庁品川西警察署 刑事 - 櫻井麻樹
- 古屋荘一郎（ツアー客の高校時代の恩師・里美の父） - 小野寺昭

第6作「熊野古道殺人伝説!! 探偵ガイドが見た死のバスツアー地獄行き!? 人魚が暴く千年の涙…史上最大のミステリー完結か!?」（2015年）
- 「行けなかった新婚旅行に行こう」のツアー客と添乗員

- 加々見（青柳）麻莉（派遣社員・青柳と偽装夫婦） - 安達祐実
- 橋口大造（クラウントラベルの添乗員で風邪をひいた牧野の代役・ゲイで富田林に好意を持つ） - 大谷亮介
- 青柳昇（ホストクラブ店長） - 本宮泰風
- 山西紀代子（山西の妻） - 大塚良重
- 本間奈津美（本間の妻） - 清水由紀
- 辻井俊晴（千秋の夫） - 藤沢大悟
- 本間孝史 - 宮平安春
- 辻井千秋（雑誌記者） - 田中美奈子
- ツアー客 - 仲義代、中村緑、植村喜八郎、丘野裟稀、白州本樹、高橋陽子
- 山西秀則（警備員・警視庁捜査一課第7係 元係長） - 小野武彦

- その他

- 鴨志田吾郎（三重県警察 警部補） - 小西博之
- 広瀬彰一（麻莉の夫・弥生殺害の容疑者・2か月前 獄中自殺） - 瀬川亮
- 岸本（和歌山県警白浜警察署 刑事） - 久松信美
- 伊藤肇（三重県警察 刑事） - 磯崎竜一
- アキラ（ホスト） - 森本亮治
- ホスト - 三澤亮介
- 福永弥生（広瀬の元恋人・5年前刺殺） - 山田真由子
- 刑事 - 鹿野優志
- 香織の相手 - 井上雅稀
- 香織（麻莉の友人・娼婦） - 谷田川真理子
- 海女 - 中川静香

第7作「新婚夫婦のご両家が家族になろうと伊勢志摩の旅へ。しかし、過去の妹殺害事件が新たな憎しみと殺意をよび…人情バスガイドは家族の心を取り戻せるのか!?」（2016年）
- 「家族になろうよツアー」のツアー客

- 高根沢智子（伸一の新妻・美咲の親友） - 内山理名（幼少期：川北のん / 少女期：仲愛理）
- 高根沢伸一（生花店「フローリスト浜田山」店主） - 河相我聞
- 高根沢玲二（伸一の弟・高根沢総合建設 開発事業部 部長） - 川野直輝
- 塚田康一郎（伸一の叔父・高根沢総合建設 副社長） - 河西健司
- 藤崎肇（智子の叔父・惣菜屋） - 中西良太
- 高根沢薫（玲二の妻） - 小野真弓
- 藤崎和代（肇の妻・陽子の妹） - 小柳友貴美
- 藤崎千尋（藤崎と和代の娘・智子の従姉妹・富田林に好意を持たれる女性） - 田代さやか
- 高根沢良輔（伸一と玲二と美咲の父・高根沢総合建設 社長） - 綿引勝彦
- 高根沢翔太（玲二と薫の息子） - 高村佳偉人
- 高根沢志乃（伸一と玲二と美咲の母・良輔の妻） - 藤真利子

- その他

- 吉本靖志（美咲の夫・伊賀焼「吉本」窯元） - 和田聰宏
- 瀬間芳彦（杉並西警察署 警部補） - 田中隆三
- 須田勘造（智子の父・20年前失踪） - 中村育二
- 阿久津茂男（三重県警察 巡査部長） - 市川勇
- 末松真希（杉並西警察署 巡査長） - 桂木悠希
- 吉本美咲（伸一と玲二の妹・12年前死亡） - 米澤史織
- 青島（帝東観光 専務・葉山の上司） - 児玉頼信
- 北川探偵社の探偵 - 近童弐吉
- 川又昇（東三重刑務所 元服役囚・12年前 美咲を殺害） - 北代高士
- 沼尾隆弘（東三重刑務所 元服役囚・川又の共犯） - 阿目虎南
- 陽子（智子の母・勘造の妻・智子が大学を卒業後死亡） - 辻しのぶ

## スタッフ
- 企画（編成担当） - 石丸彰彦（第1作）、片山剛（第2作）、永山由紀子（第3作 - 第6作）、中島啓介（第7作）
- 脚本 - 久松真一（第1作）、坂田義和（第2作 - ）
- 監督 - 新村良二（MMJ）
- プロデュース - 清水真由美（MMJ）
- 製作 - MMJ
- 製作著作 - TBS

## 放送日程
| 話数 | 放送日        | サブタイトル | 脚本     | 監督     | 視聴率 |
| ---- | ------------- | --- | -------- | -------- | ------ |
| 1    | 2009年4月27日 | 〜露天風呂に浮かぶ遺体の謎…22年ぶりの兄妹対面で起こった兄殺し 欲望渦巻く故郷で迎えた驚愕の結末とは!!                                            | 久松真一 | 新村良二 | 12.8%  |
| 2    | 2010年4月19日 | 連続女子高生殺人〜復讐の鬼と化した父VS追う刑事！ 金沢・能登緊迫のバスツアーが哀しき家族の絆を救う                                               | 坂田義和 | 新村良二 | 13.3%  |
| 3    | 2011年4月18日 | 別所・白骨信州秘湯を巡る旅で連続殺人が！ ツアー客の中に犯人？狙われた娘の命…秘湯に響く母の叫び！                                                | 坂田義和 | 新村良二 |        |
| 4    | 2012年2月06日 | 〜佐渡島婚活ツアー〜ウェディングドレスが連続殺人をよぶ！ 打算復讐－愛を求めたはずの男女を襲った悲劇の結末は…!?                                  | 坂田義和 | 新村良二 | 12.9%  |
| 5    | 2014年4月28日 | 〜飛騨高山同窓会ツアー〜30年前の白骨遺体がよぶ死の連鎖… 恋と友情の果てに憎悪の炎が燃え上がる！                                                  | 坂田義和 | 新村良二 | 10.5%  |
| 6    | 2015年9月14日 | 熊野古道殺人伝説!! 探偵ガイドが見た死のバスツアー地獄行き!? 人魚が暴く千年の涙…史上最大のミステリー完結か!?                                     | 坂田義和 | 新村良二 |        |
| 7    | 2016年5月23日 | 新婚夫婦のご両家が家族になろうと伊勢志摩の旅へ。 しかし、過去の妹殺害事件が新たな憎しみと殺意をよび… 人情バスガイドは家族の心を取り戻せるのか!? | 坂田義和 | 新村良二 |        |

- 視聴率はビデオリサーチ調べ、関東地区・世帯